# Francie na Zimních olympijských hrách 1976
Francii na Zimních olympijských hrách v roce 1976 reprezentovala výprava 35 sportovců (29 mužů a 6 žen) ve 8 sportech.

## Medailisté
| Medaile | Jméno                | Sport           | Soutěž           |
| ------- | -------------------- | --------------- | ---------------- |
| Bronz   | Danièle Debernardová | Alpské lyžování | Ženy obří slalom |